# 維吉尼亞·福克斯
維吉尼亞·安·福克斯（英語：Virginia Ann Foxx，1943年6月29日—），是一位美國教育家、女商人和政治人物，自2005年起擔任北卡羅來納州第五國會選區代表，2013年至2017年擔任共和黨眾議院共和黨會議秘書。，2019年至2023年擔任眾議院教育和勞工委員會資深議員，並於2017年至2019年和2023年起擔任該委員會主席。福克斯的選區涵蓋該州西北部的大部分地區，包括溫斯頓塞勒姆。

## 外部連結
- U.S. Congresswoman Virginia Foxx （页面存档备份，存于） official U.S. House website
- Virginia Foxx for Congress （页面存档备份，存于）
- 中的“維吉尼亞·福克斯”
- C-SPAN內的頁面（英文）
- 美國國會國家人物傳記大辭典中的傳記
- 由華盛頓郵報維護的投票記錄
- 智慧投票计划中的傳記、投票紀錄及利益集團評級
- 聯邦選舉委員會中的競選財務報告和數據